# Le fils d'Amr est mort
Le fils d'Amr est mort is een Belgische dramafilm uit 1975 onder regie van Jean-Jacques Andrien. Hij won met deze film de Gouden Luipaard op het filmfestival van Locarno.

## Verhaal
Wanneer hij in Brussel zijn Tunesische vriend dood aantreft, is Pierre daardoor diep geraakt. Hij vraagt zich af of hij zelf niet schuldig is aan de dood.

## Rolverdeling
| Acteur          | Personage |
| --------------- | --------- |
| Pierre Clémenti | Pierre    |
| Claire Wauthion | Barbara   |
| Malcolm Djuric  | Malcolm   |